# Alpin (Album)
Alpin ist das Debütalbum der deutschen Neuen-Volksmusik-Band Voxxclub. Mit der Veröffentlichung dieses Albums am 15. März 2013 wurde Voxxclub bekannt.

## Hintergrund
Angefangen hat alles mit den nächtlichen Küchenpartys in der WG von Michael „Michi“ Hartinger und Julian David in München. Daraus entwickelten sich A-cappella-Konzerte in der WG-Küche, die schließlich im Jahre 2010 zur Bandgründung mit Christian Schild, Florian „Flo“ Claus, Korbinian „Beatbox–Bini“ Arendt und Stefan Raaflaub als Sänger und Martin Simma als Produzent führte. Seit diesem Zeitpunkt haben sie zwei Jahre an ihrem ersten Debütalbum Alpin gefeilt. Michael Hartinger war mit Produzent Martin Simma bekannt, der schließlich den Kontakt zu Universal herstellte, wo die Band dann ihren ersten Plattenvertrag unterschrieb. Das Album, das sowohl aus eigenen als auch fremden Kompositionen besteht, erschien schließlich am 15. März 2013.
David sagte in einem Interview mit Schlagerplanet, dass es schwierig war die sechs Meinungen von den sechs Bandmitglieder unter einen Hut zu bringen. Die Liederauswahl erfolgte dennoch demokratisch, obwohl jeder in etwa hundert Songs auf die Platte bringen wollte. Ein Zitat von Julian:

„[…] und dann war's ein bisschen wie bei der Papstwahl: Da haben die Lederhosen geraucht, bis endlich weißer Rauch für 13 Songs kam.“

## Stil
Das Debütalbum Alpin beinhaltet Coverversionen von anderen Bands. Im Gegensatz zu den ursprünglichen Versionen kommen bei voXXclub keine Instrumente zum Einsatz, sondern Beatboxing und die stimmliche Nachahmung von Instrumenten. Die Lieder werden in einer poppigen Mixtur aus Volksmusik, Rock und Schlager neu vertont. Der A-cappella-Gesang mit Volksmusiksound, auch „A Cappella VolXpop“ genannt, war etwas neues.
Beatboxer Korbinian Arendt sagte laut Schlagerplanet:

„Es ist Volksmusik, aber nicht typische Volksmusik, wir verwenden verschiedene Dialekte und versuchen etwas Neues zu kreieren – eine Mischung aus traditionellen Elementen mit modernen Beats.“

Für das erste Lied des Debütalbums Alpin hat voXXclub einen Schuhplattler einstudiert. Der Schuhplattler findet sich dann wieder in der Mitte des Albums als Hintergrundrhythmus bei Solang die Glocken läuten. Julian widmete die Ballade Ewige Liebe einer verflossenen Liebe. Durch die leisen Tönen scheint es, als treffe sie die Fans am tiefsten. Eine Ballade ist außerdem Wild’s Wasser, das letzte Lied des Albums in der Standard-Edition. Auch Einflüsse aus der Rockmusik sind auf dem Album zu erkennen, so bei Juchee auf der hohen Alm, Dahoam is Dahoam und Autobahn. Als Inspiration benannte die Band häufig Andreas Gabalier, La Brass Banda und Claudia Koreck.

## Titelliste
| #   | Titel                          | Komponist (T:/M:)                                                         | Originalinterpret         | Länge |
| --- | ------------------------------ | ------------------------------------------------------------------------- | ------------------------- | ----- |
| 1.  | Rock mi                        | Jutta Staudenmayer/Hermann Weindorf                                       | AlpenRebellen             | 2:46  |
| 2.  | Mir geh’n no lang net ins Bett | Bernd Meinunger/Ralph Siegel                                              | Die jungen Klostertaler   | 2:41  |
| 3.  | Ewige Liebe                    | Patrick Bernhard                                                          | Mash                      | 4:07  |
| 4.  | Ein Kompliment                 | Florian Weber, Rüdiger Linhof (beide auch Musik)/Peter Stephan Brugger    | Sportfreunde Stiller      | 3:51  |
| 5.  | Juchee auf der hohen Alm       | Karl Eichinger, Wolfgang Köbele                                           |                           | 2:29  |
| 6.  | So lange die Glocken läuten    | Hayo Well, Martin Simma                                                   |                           | 2:24  |
| 7.  | Rosamunde                      | Frederick Reiter, Klaus Richter, Skoda Lasky, Vaclav Zeman, Marek Vejdova |                           | 2:21  |
| 8.  | Oh la la                       | Bernd Meinunger, Harwin                                                   | Klostertaler              | 3:16  |
| 9.  | Dahoam is dahoam               | Walther Zanner                                                            | Zillertaler Schürzenjäger | 3:30  |
| 10. | Autobahn                       | Stefan Dettl, Oliver Wrage, Manuel Winbeck                                |                           | 3:32  |
| 11. | Sierra Madre                   | Hans Hee, Wolfgang Roloff                                                 | Ronny                     | 3:08  |
| 12. | Wild’s Wasser                  | Alfred Jaklitschn                                                         |                           | 3:00  |

## Cover
Auf dem Cover vom Debütalbum Alpin sind die sechs Bandmitglieder von voXXclub, Christian Schild, Florian Claus, Julian David, Korbinian Arendt, Michael Hartinger und Stefan Raaflaub von links nach rechts zu sehen. Es scheint als würden sie gerade voller Spaß die Straße entlang gehen. Farblich ist das Cover in Schwarz-Weiß gehalten. Auf der Rückseite des Albums steht:

„Das ist Groove, das ist ein wilder Mix aus Volksmusik, Pop & Jazz, […] das ist eine riesige Portion Spaß, voXXclub ist ein großer, farbiger Fleck auf der herrlich bunten Wiese der neuen Volksmusik.“

## Besetzung

### Sänger
- Christian Schild: geboren in Hasliberg (Schweiz)
- Florian Claus: geboren in Mainz (Deutschland), lebt derzeit in Wien (Österreich)
- Korbinian Arendt („Beatbox – Bini“): geboren in München (Deutschland)
- Michael Hartinger: geboren in Vorarlberg (Österreich)
- Stefan Raaflaub: geboren in Basel (Schweiz)
- Julian David: geboren in Mannheim (Deutschland), hat 2015 voXXclub verlassen[10][4]

### Produktion
- Martin Simma: Musik- und Medienmanager, Produzent[1]
- Johannes Bär: Arrangeur[2]
- Martin Bröll: Toningenieur[2]
- Universal Music GmbH: Plattenfirma[11]

## „Rock mi“ und Flashmobs
Mit dem Lied Rock mi konnten voXXclub ihren Durchbruch erreichten. Bereits im Vorfeld des Oktoberfests 2013 war Rock mi Anwärter für den Wiesn-Hit im Online-Voting der tz, jedoch gewannen letztlich da Rocka & da Waitler mit ihrem Lied Wenn die Welt heut untergeht – JaJaJaJa so schee!.
Per Facebook hatte voXXclub ihre Fans aufgerufen, am 16. Februar 2013 in das Einkaufszentrum Riem Arcaden in München zu kommen. Mit allen zusammen inszenierten sie einen Flashmob, bei dem sie ahnungslose Passanten mit Show- und Tanzeinlagen überraschten. Somit fand ein ganz spontanes Konzert mit schnellem Auftauchen wie auch wieder Abtauchen der Band statt. Das Video zu diesem Flashmob wurde zum Internet-Hit, es wurde sehr oft auf YouTube angeklickt und viele Fans haben das Video per Facebook mit ihren Freunden geteilt.
Im Laufe des Sommers 2013 folgten weitere Flashmobs, wie zum Beispiel in dem Biergarten der Waldwirtschaft Großhesselohe bei München oder beim Münchner Frühlingsfest. Auch wurden sie für Flashmobs engagiert. Eine Weiterentwicklung war das TV-Crashing, bei dem voXXclub die Liveaufzeichnung unterbrechen. So zum Beispiel am 31. Januar 2014 bei der ARD-Sendung Star-Biathlon im Olympia-Skistadion in Garmisch-Partenkirchen eingeladen.

## Wiederveröffentlichungen

### Re-Release Album Alpin
Wegen der großen Nachfrage brachte voXXclub am 20. September 2013 ein Re-Release auf den Markt. Im Vergleich zu der Ersterscheinung sind Rosamunde und Autobahn hier nicht mehr zu finden, jedoch gibt es jetzt fünf neue Lieder zu hören sowie einen Remix der Hit-Single Rock mi von Hartmut Krech und Mark Nissen, welcher am 11. September 2013 bereits erschienen war. Mit diesem Album gelang voXXclub passend zum Oktoberfest die Rückkehr in die Charts.

### Titelliste des Rerelease
| #   | Titel                          | Komponist (T:/M:)                                                      | Originalinterpret         | Länge |
| --- | ------------------------------ | ---------------------------------------------------------------------- | ------------------------- | ----- |
| 1.  | Rock mi (Remix)                | Jutta Staudenmayer/Hermann Weindorf                                    | AlpenRebellen             | 2:46  |
| 2.  | Woll ma tanzn gehn             | Hartmut Krech (auch M), Lukas Hainer, Mark Nissen (auch M)             |                           | 3:00  |
| 3.  | Ewige Liebe                    | Patrick Bernhard                                                       | Mash                      | 4:07  |
| 4.  | Juchee auf der hohen Alm       | Karl Eichinger, Wolfgang Köbele                                        |                           | 2:29  |
| 5.  | Ewige Liebe                    | Patrick Bernhard                                                       | Mash                      | 4:07  |
| 6.  | So lange die Glocken läuten    | Hayo Well, Martin Simma                                                |                           | 2:24  |
| 7.  | Marie, Marie, i steh auf di    | Annie Roiderer/Alexander Haller                                        |                           | 2:33  |
| 8.  | Wo di Madln san                | Frank Ramond/Martin Krech, Mark Nissen                                 |                           | 3:16  |
| 9.  | I mog mi                       | Frank Ramond, Lukas Hainer/Hartmut Krech, Mark Nissen                  |                           | 3:30  |
| 10. | Mir geh’n no lang net ins Bett | Bernd Meinunger/Ralph Siegel                                           | Die jungen Klostertaler   | 2:41  |
| 11. | Sierra Madre                   | Hans Hee, Wolfgang Roloff                                              | Ronny                     | 3:08  |
| 12. | Ein Kompliment                 | Florian Weber, Rüdiger Linhof (beide auch Musik)/Peter Stephan Brugger | Sportfreunde Stiller      | 3:51  |
| 13. | Oh la la                       | Bernd Meinunger, Harwin                                                | Klostertaler              | 3:16  |
| 14. | Dahoam is dahoam               | Walther Zanner                                                         | Zillertaler Schürzenjäger | 3:30  |
| 15. | Wild’s Wasser                  | Alfred Jaklitschn                                                      |                           | 3:00  |

### Alpin – Die Fan Edition
Am Valentinstag, den 14. Februar 2014 veröffentlichte voXXclub eine Fan Edition von Alpin. VoXXclub begründet die Herausgabe der  Edition mit der Liebe zu den Fans und passend für ein Valentinstagsgeschenk, denn es ist 

„Für alle Valentinas und Valentinos dieser Welt.“

Diese Fan Edition besteht aus einer CD und einer DVD, wobei die CD dem Re-Release von Alpin entspricht. Dazu gibt es eine DVD mit Konzertausschnitten von St. Anton am Arlberg und Mitschnitten hinter der Bühne, wie zum Beispiel bei der Vorbereitung oder beim Frühstück. Auf der DVD sind zwölf Musikvideos, witzige Bildgalerien und viel Backstagematerial zu sehen. Außerdem ist die bandhistorische Aufzeichnung des Menschenauflaufs in den Münchner Riem Arcaden vom März 2013 dabei.

#### Alpin Fan Edition DVD-Titelliste
1. Rock mi (4:21)
2. Juchee auf der hohen Alm (2:40)
3. Marie, Marie i steh auf Di (4:47)
4. Woll ma tanzn gehen (3:04)
5. Sierre Madre (3:25)
6. Ewige Liebe (4:26)
7. Wo die Madln san (3:30)
8. Ein Kompliment (4:36)
9. I mog net aufhör’n (3:12)
10. Mir geh’n no lang net ins Bett (2:39)
11. Rock mi (2:49)
12. „Wie alles begann“ - Flashmob Riem Arcaden (4:24)
13. I mog mi (Backstage Fotos vom Videodreh) (3:12)[23]

## Charts
A, 5. April 2013, also rund einen Monat nach der Veröffentlichung kam das Album sowohl in die deutschen als auch die österreichischen Top 50, was vor allem mit der Single Rock mi einherging, die durch die Flashmobs bekannt wurde und ebenfalls die Top 50 erreichte. In Deutschland erreichte das Album letztlich Platz 27 und die Single Platz 44. Das Album wurde später mit Platin und die Single mit Gold ausgezeichnet. In Österreich erreichte das Album Platz 15 und ebenfalls Platin, die Single Gold und erreichte Platz 32. In der Schweiz kam das Album erst am 14. Juli 2013 in die Charts und erreichte dort Platz 49. Die Single Rock mi gelangte erst am 5. Oktober des Folgejahres in die Charts und kam dort nur bis Platz 73.

## Auszeichnungen
Mit dem Flashmob-Video von Rock mi in den Riem Arcaden München schaffte voXXclub den 8. Platz beim „YouTube Rewind 2013“, den Jahrescharts der angesagtesten YouTube-Videos 2013 in Deutschland.
VoXXclub wurde auch für den Echo 2014 in der Kategorie Volkstümliche Musik nominiert. Der Preis ging jedoch an Santiano.

## TV-Auftritte
Bereits am 16. März 2013, einen Tag nach der Veröffentlichung des Debütalbums  hatte voXXclub einen TV-Auftritt bei Florian Silbereisens Frühlingsfest der 100.000 Blüten. Dann folgten Auftritte bei der MDR Ostershow, Hier ab Vier beim MDR, bei SAT.1 GOLDs mieten, kaufen, wohnen mit Rock mi und Sierre Madre, im ZDF-Fernsehgarten, bei der SKL-Millionen-Show mit Woll ma tanzn gehn und einige mehr.

## Auftritte und Touren
Ende Juli 2013 kam voXXclub zum Sommerfest nach Österreich. Bei der tz-Wiesn-Madl-Wahl 2013 in München eröffnete voXXclub die Show mit einem Menschauflauf. Nach der Wahl folgten Lieder wie Rock mi, Woll ma tanzen gehn, Juchee auf der hohen Alm, Sierre Madre und Ein Kompliment.

### „Fest der Feste“-Tour 2014
Mit 15. Februar 2014 startete voXXclub mit Florian Silbereisen und DJ Ötzi die „Fest der Feste“-Tour. Unter dem Motto „Volksmusik macht Spaß - auch wenn's nicht jeder zugibt ;-)“ reisten die Jungs in 30 verschiedene Städte. Schließlich endete die „Fest der Feste“-Tour beim Sommerfest am See, wo voXXclub Gold für 100.000 verkaufte Platten von Alpin überreicht wurde.

### „Rock mi“-Tour 2014
Die „Rock mi“-Tour von voXXclub startete am 24. Oktober 2014 in der Ottakringer Brauerei in Wien und ging im Circus-Krone-Bau in München am 27. Oktober weiter. Die Tour dauerte vier Wochen und voXXclub war in 24 Städten in Deutschland, Österreich und der Schweiz live zu sehen. Nach jedem Konzert postete voXXclub ein bis zwei Sätze über die Stimmung während des Konzerts und ein Bühnenselfie. Höhepunkt der Tour war der Auftritt am 27. Oktober 2014 in München, wo die Band vor etwa 2000 Fans im ausverkauften Circus Krone auftrat. Als Gast war Florian Silbereisen im Publikum.